# Gaetano Grieco
Gaetano Grieco (Napoli, 7 novembre 1982) è un ex calciatore italiano.

## Carriera
Cresciuto nelle giovanili del Genoa, Grieco ha percorso tutta la trafila delle giovanili prima di approdare alla prima squadra nel 1999-2000 (in Serie B). Nella successiva stagione Grieco si afferma realizzando 5 reti in 20 partite.
Nel 2001-2002 viene ceduto per necessità di bilancio al Parma, squadra con cui debutta in Serie A. Nel 2002-2003 il Parma lo gira in prestito, ma questa volta all'Empoli (Serie A).
Nel 2003-2004 torna in prestito al Genoa ma gioca anche 2 spezzoni di partita nella prima parte della stagione con la maglia crociata dei ducali. Nel 2004-2005 Il Foggia lo richiede, ed il Parma lo manda in prestito a farsi le ossa in Serie C1 con la squadra pugliese. Nel 2005-2006 Pierpaolo Marino (direttore generale del Napoli) lo porta a Napoli, disputando una stagione con 16 presenze finali, di cui una sola partendo da titolare.
Nell'agosto del 2006 viene ceduto in prestito all'Avellino (in Serie C1). Con i Lupi conquista la promozione in Serie B dopo la partita vinta 3-0 contro il Foggia. A fine campionato torna a Napoli, ma il 12 agosto 2007 viene ceduto nuovamente in prestito alla Cavese.
Il 12 gennaio 2008 passa, sempre con la forma del prestito, al Monza, in Serie C1.
Alla fine della stagione è rientrato al Napoli. Il 28 agosto 2008 passa a titolo definitivo alla Juve Stabia, squadra di Lega Pro Prima Divisione. Esordisce il 9 novembre nel derby contro il Sorrento.
Il 4 gennaio 2010 viene ceduto a titolo definitivo all'Aversa Normanna in Lega Pro Seconda Divisione. Chiude la stagione 2009-2010 con 14 presenze e 2 gol.
Nel mercato estivo del 2012, svincolato, passa al Casale, militante in Lega Pro Seconda Divisione.
Il 2 agosto 2013 firma con la Frattese militante in Eccellenza Campania: anche grazie ai suoi 15 gol la squadra centra la promozione in serie D.
Il 3 dicembre 2014 diventa un nuovo giocatore del Formia, squadra militante in Promozione laziale. Dopo 3 reti in maglia biancazzurra, il 16 marzo 2015 il Formia annuncia la risoluzione consensuale del contratto.
Nella stagione 2016-17 gioca con il Virtus Volla, squadra dell'Eccellenza campana.
In quella successiva firma per il Nola, formazione di Eccellenza, con cui esordisce con un gol in Coppa Italia. In seguito, però, per problemi fisici gioca appena due scampoli di partita in campionato, rimanendo svincolato a dicembre 2017.

## Palmarès

### Club

#### Competizioni nazionali
- Coppa Italia: 1

Parma: 2001-2002
- Serie C1: 1

Napoli: 2005-2006

#### Competizioni regionali
- Eccellenza: 1

Nerostellati Frattese: 2013-2014